# HMS Jervis Bay
HMS Jervis Bay – brytyjski statek pasażersko-towarowy zbudowany w 1922 roku, podczas II wojny światowej służący jako brytyjski krążownik pomocniczy (znak burtowy F40). Wsławiony starciem z niemieckim „pancernikiem kieszonkowym” „Admiral Scheer” w 1940 roku, w którym został zatopiony.
Zbudowany w 1922 roku w brytyjskiej stoczni Vickers w Barrow-in-Furness jako statek pasażersko-towarowy dla państwowego armatora australijskiego Australian Commonwealth Line, nazwany imieniem australijskiej zatoki Jervis Bay. Należał do serii pięciu zamówionych statków, nazwanych od zatok (ang. Bay). Statek miał pojemność 13 839 BRT, długość kadłuba 167,3 m i szerokość 20,7 m. Napęd stanowiły dwa zespoły turbin parowych Parsons o mocy łącznej 9000 KM, co pozwalało na osiągnięcie prędkości 15 węzłów. Zasięg pływania wynosił 14 500 Mm przy tej prędkości. Początkowo zabierał 12 pasażerów I klasy i 732 III klasy oraz posiadał obszerne ładownie na towar, przede wszystkim w wydłużonej części dziobowej, gdzie znajdował się maszt z żurawiami przeładunkowymi. Po przebudowie w 1931 roku zabierał standardowo 270 pasażerów klasy turystycznej, a część ładowni przerobiono na chłodnie.
Wodowany 17 stycznia 1922 roku, wyruszył w pierwszy rej 26 września 1922 roku. Używany był na linii żeglugowej pomiędzy Anglią z Australią. W 1928 roku sprzedany brytyjskiej linii Aberdeen & Commonwealth Line, a w 1933 roku przeszedł do Shaw, Savill & Albion Ltd.
Wcielony do Royal Navy w sierpniu 1939 roku, został uzbrojony w 7 dział kalibru 152 mm i 2 działa przeciwlotnicze kalibru 76 mm. Skierowany do służby konwojowej w maju 1940 roku.

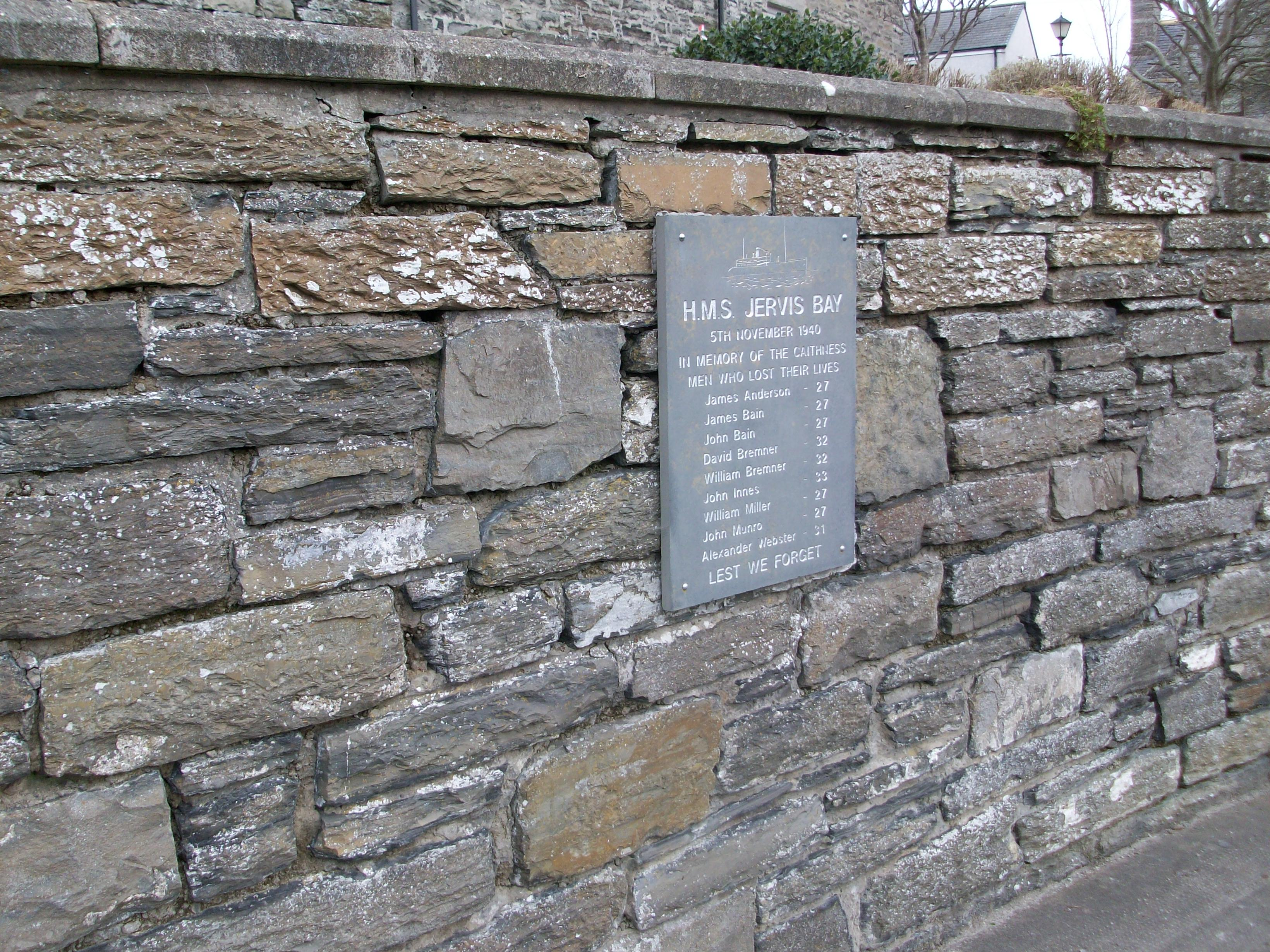
Tablica Pamiątkowa HMS Jervis Bay, Wick

Stanowił jedyną eskortę konwoju HX-84 składającego się z 37 statków i płynącego z Halifaksu do Wielkiej Brytanii. 5 listopada 1940 roku doszło do spotkania konwoju z niemieckim pancernikiem kieszonkowym „Admiral Scheer”. Komandor Edward Fegen wydał rozkaz rozproszenia konwoju, jednocześnie skierował swój okręt prosto na pancernik i podjął walkę z niemieckim okrętem, by dać szansę jak największej liczbie statków na ucieczkę. Słabo uzbrojona brytyjska jednostka nie miała szans z uzbrojonym w 280 mm działa przeciwnikiem i została zatopiona. Poświęcenie „Jervis Bay” umożliwiło jednak rozproszenie konwoju, niemiecki pancernik zdołał odnaleźć jedynie 6 jednostek; 5 zostało zatopionych, jedna (zbiornikowiec MV „San Demetrio”) – uszkodzona − dzięki poświęceniu załogi dotarła do portu przeznaczenia.
Zginęło 187 członków załogi „Jervis Bay”, 65 rozbitków uratował jeden ze statków konwoju – szwedzki „Stureholm” (trzech z nich zmarło). Kpt. E. Fegen został pośmiertnie odznaczony Krzyżem Wiktorii za „Odwagę w obliczu beznadziejnej sytuacji i oddanie życia w obronie statków których miał obowiązek bronić”.